# Episodi di Hap and Leonard
La prima stagione della serie televisiva Hap and Leonard, composta da 6 episodi, è andata in onda sul canale statunitense SundanceTV dal 2 marzo al 6 aprile 2016.
In Italia la stagione è stata resa disponibile da Amazon Prime Video l'11 gennaio 2018.
| n° | Titolo originale | Titolo italiano    | Prima TV USA  | Prima TV Italia |
| -- | ---------------- | ------------------ | ------------- | --------------- |
| 1  | Savage Season    | Stagione selvaggia | 2 marzo 2016  | 11 gennaio 2018 |
| 2  | The Bottoms      | I fondali          | 9 marzo 2016  | 11 gennaio 2018 |
| 3  | The Dive         | L'immersione       | 16 marzo 2016 | 11 gennaio 2018 |
| 4  | Trudy            | Trudy              | 23 marzo 2016 | 11 gennaio 2018 |
| 5  | War              | Guerra             | 30 marzo 2016 | 11 gennaio 2018 |
| 6  | Eskimos          | Eschimesi          | 6 aprile 2016 | 11 gennaio 2018 |